# 平野友里
平野 友里（ひらの ゆり）は、日本のソロアイドル・歌手・女優。千葉県旭市出身。ユニットプロジェクトYouSayLoveのメンバー(Yuri丸)。かつてはTAKENOKO▲、シャオチャイポン、エムトピ、APOKALIPPPS(あぽかりっぷす)、SZWARCのメンバー(Selected Yuri)としても活動していた。2016年7月、篠原 ゆり（しのはら ゆり）より改名。愛称は「ゆり丸」。

## 来歴
中学生の頃よりダンスコンテストへの出場やCM、映画、ドラマ、アイドル活動を行う。
2012年10月、涼川菜月（のちに清竜人25に第5夫人「清菜月」として加入）と「TAKENOKO▲」を結成。2014年5月23日のワンマンライブをもってこの2人での活動を終了。
2015年5月、中学生時代から所属していた事務所を退所し、ソロアイドルとして活動再開を発表
2015年6月1日再始動ライブを新宿MARZにて行う。
ソロ活動当初の楽曲は私立恵比寿中学やでんぱ組.incなどのカバー曲でライブを行うが、再始動ライブの際に8月の主催イベントから全曲自身のオリジナル曲で活動していく事も発表。
2015年8月、主催イベント2DAYSを行う。再始動ライブで公言した通りこの主催イベントより自身のオリジナル楽曲のみでのライブに切り替えられる。直江慶（OCEANLANE）、ミヤジマジュン（ex.THE KIDDIE）、Idiot Popなど幅広いミュージシャン達が楽曲提供。
2015年11月5日、ソロ活動と並行して瑞稀ミキ（みきちゅ）、元いずこねこ・プラニメのミズタマリと3人で「エムトピ」としても活動を開始することを発表。
2015年12月、自身の生誕祭イベントにて初のバンド編成でのライブを行う、メンバーはGt/Key直江慶（OCEANLANE）、Gtミヤジマジュン（ex.THE KIDDIE）、Ba美登一（another sunnyday）などのメンバーを迎える。
2016年3月、galaxxxy×CHEERZのコラボイベントにてデザインが採用され、galaxxxyとのコラボTシャツが限定発売される。
2016年4月、女性シンガーソングライターのフェスイベント「HUG ROCK FESTIVAL」にアコースティック編成でライブを行う。以後も定期的にアコースティック編成のライブも行う。
2016年5月、ソロ活動から1年未満でライブ通算200本を超える。また、千葉ロッテマリーンズ試合終了後のQVCマリンフィールドボールパークステージにてライブを行う。
2016年6月、秋に全国流通のCDを発売する事を発表し、クラウドファンディングサイトを立ち上げる。
2016年7月29日、CD発売と自主レーベル立ち上げに伴い「平野友里」に改名。
2016年9月、ともにソロアイドルとして活動している盟友のソロアイドルKOTOとシャオチャイポンを結成、ソロ活動と並行して活動を開始。
2016年9月24日、「＠JAM×ナタリー EXPO2016」に出演。
2016年9月28日、1stミニアルバム『私のメロディー』発売。
アイドルのCDとしては異例の全曲生バンドで製作し、各業界からも好評を得、CD発売後は10月から名古屋、大阪、札幌、仙台、群馬、長野、新潟と全国を駆け巡る。
2016年11月26日、新宿MARZにて1stワンマンライブ開催。
216名を動員し、自身が参加しているユニットも総出演し、全29曲 3時間半を超える公演となる。
2017年7月12日、1stシングル『ミナサマータイム』発売。
2018年2月25日、「TAKENOKO▲」を涼川菜月と再始動。新宿MARZにてワンマンライブを行う。
2019年10月27日、宮城県 LIVE HOUSE 88での「TAKENOKO▲お礼参りツアー」最終公演を以ってTAKENOKO▲を解散。
翌日、2019年10月28日、「APOKALIPARTY Vol.11」（渋谷Milkyway）より、あいうえまし子と共にAPOKALIPPPSに加入。
2020年10月13日、TAPESTOK INC.の新ユニットSZWARCのメンバー・Yuriとして活動を開始。APOKALIPPPSと兼任。2021年4月16日、Selected Yuriに改名。
2021年10月26日、伊豆諸島開発が運行する貨客船「ゆり丸」の1日船長を務める
2022年10月15日、新宿MARZにて 平野友里10周年記念LIVE～ゆり丸っと集まれ～ を開催。
2023年1月29日、『1995』配信リリース。
2023年3月4日、『あんせむ』配信リリース。
2023年4月6日 、ソロ活動再始動後初CD『1995』発売
2023年7月7日、「短冊CDの日」の開催に合わせて「HOME」「カザハナ」とオリジナル・カラオケを収録した8cmCD（シングル）を発売した。
2023年8月3日、ゆらぴこと共にあぽかりっぷすを卒業。
2023年8月6日、旭市七夕市民まつりのパレード司会を行う。
2023年9月2日、『はじめてFlavor』配信リリース。
2023年9月23日、千葉県旭警察署の一日警察署長を務める。
2023年11月11日、シングル『I LOVE IDOL』発売。
2024年1月30日、 「SZWARC NEVER presents Turbo vol.2」(渋谷club Malcolm)にてRisky Heartbreakと共にSZWARCを卒業。
2024年2月29日、『最上級の萌え萌えきゅん』配信リリース。
2024年6月15日、3ヶ月連続リリース第1弾として『Ray / Bye』配信リリース。
2024年7月7日、「短冊CDの日」に白井良明（ムーンライダーズ）プロデュースによる『超ゆり丸音頭』を発売。
2024年9月4日、第二期ソロ活動の集大成となるフルアルバム『MusicBox』発売。
2024年12月7日、feat.企画第1弾　usabeni、MaNaMaNaをフィーチャリングゲストに迎えた自身初のクリスマスソング『Get me Xmas（feat. MaNaMaNa & usabeni）』配信リリース。
2024年12月14日、ユニットプロジェクト「YouSayLove」(メンバー：Yuri丸、Luuna©︎hocolate、Shuon)の1stシングル『Cant' say goodbye』配信リリース。
2025年1月1日、『愛しきチャレンジャー』配信リリース。
2025年1月19日、空野青空（ex. でんぱ組.inc）とのツーマンライブ「めっちゃなかよし2マンライブ～空野青空VS平野友里～」を開催。
2025年1月26日、日本テレビ系列情報番組「シューイチ」内コーナーまじっすか #686名越康文の心理探索ツアーにてLIVEBUS丸３号(渋谷ライブバス)の模様が放送される。
2025年2月9日、UPDRAFT vol.14 at.新宿ヘッドパワー にて「youmenosay」サポートメンバー(なるとホワイト)として出演。
2025年3月3日 、  絵恋ちゃん とのfeat.企画コラボ曲をリリースする事を発表。
2025年4月16日、feat.企画第2弾、空野青空とのコラボ曲『CHALLENGE』配信リリース。
2025年5月6日、千葉県旭市の「もう一つの成人式」の司会とライブを行う。
2025年6月2日、さくまる。とのfeat.企画コラボ曲をリリースする事を発表。
2025年6月4日、"空野青空"コラボレーション企画第一弾 　空野青空 /「キミ宛のラブソングを feat. 平野友里&北郷可恩」参加。
2025年6月28日、feat.企画第3弾、 てのひらえる、千歳さき (2＆) とのコラボ曲『The Beat Goes On』を配信リリース。
同日、ユニットプロジェクト「YouSayLove」2ndシングル『𝐓𝐡𝐞 𝐑𝐚𝐲』配信リリース。
2025年7月3日~6日　ロサンゼルスにて開催される『Anime Expo®2025』出演。
2025年7月7日、「短冊CDの日」初のカバー曲、 『世界でいちばん熱い夏』(プリンセス プリンセス)、 『恋したっていいじゃない』(渡辺美里)を発売。
同日、同じく「短冊CDの日」NECROPOTENCEのアルバム「NOT SAFE FOR WORK」にゲストVo参加（『クソBAD生きル feat.平野友里(ゆり丸)、月見むぎ、ぽしぇ』)。
2025年8月13日、初のユーロビート曲『緊急LOVE』配信リリース。
2025年8月16日、総勢12名のソロアイドルが出演する主催企画「ソロ丸っと集まれ！」を新宿MARZにて開催。

## 人物
- 千葉県生まれの千葉県育ち。
- ニックネームの「ゆり丸」は、中学生の頃にダンスの先生に付けられたあだ名である。
- ファンの名前や自身の発言の最後に「〜丸」と付けるのが基本。
- Twitterなどで"ゆり丸語"と言われる独特な言葉を使うことが多く、朝の挨拶は「おぱ丸じぱんぐっ」、何かやらかした時は「あ〜れい」と発言する。
- 「元気の良さは天下一品」と自身で言うように、常にポジティブであり行動力がある。
- 「自称日本代表アイドル」を掲げており、衣装にも富士山や日本国旗など日本をテーマにした物を取り入れている。
- 芸能界に興味を持ち出したのは、幼稚園の頃に見た浜崎あゆみやミニモニ。がきっかけ。
- 女優として最初に憧れたのは、小学校3年生の時にドラマ『キッズ・ウォー』で見た井上真央。
- アイドル以外での好きな女性アーティストは、実際にライブを生で見て衝撃を受けたというLiSAや木村カエラ。
- 料理は嫌いじゃないが得意ではない。自分で作るのは年に1度程度。
- 地元である旭市の観光大使を目指している。10周年記念ライブでは旭市のマスコットキャラクター"あさピー"が会場に登場した[33]。
- 2024年には渋谷区の保育園でもライブを行っている。

## 趣味・嗜好・特技
- 特技はダンス、パンケーキという技、マット運動など体を動かす事が好き。
- 映画鑑賞が好きで、自身のトークイベントで映画評論コーナーを開始するが、詳しい程では無い。2023年時点ではゾンビ映画が気に入っている。
- ファッションが好きでコーデなどもblogなどにアップしている。よく買い物に行く街は原宿。
- 衣装は初期には自身でもデザインを手がけていた。
- 実家と呼ぶほどの 東京ディズニーランド好き。
- イベントきっかけでけん玉をはじめ、2016年10月の時点では6級の腕前。
- ナルトの柄が好き。
- VTuber「兎田ぺこら」のファンである事を公言している。

## 作品

### シングル
| 発売日         | タイトル         | 品番            | 収録曲                                                                                     | 備考 |
| -------------- | ---------------- | --------------- | ------------------------------------------------------------------------------------------ | ---- |
| 2017年7月12日  | ミナサマータイム | MTBCD-003       | 1. YOLO 2. ミナサマータイム 3. Keep it up!                                                 |      |
| 2023年4月6日   | 1995             | SPR-19/HFTG-098 | 1. 1995 2. 丸 WAY 3. サンデーモーニングが終わる前に                                        |      |
| 2023年11月11日 | I LOVE IDOL      | MBR-002         | 1. I LOVE IDOL 2. あんせむ 3. I LOVE IDOL（DJ WATARAI Remix） 4. あんせむ（SWING-O Remix） |      |

### 8cmCD（シングル）
| 発売日       | タイトル             | 品番      | 収録曲 | 備考 |
| ------------ | -------------------- | --------- | --- | --- |
| 2023年7月7日 | HOME                 | SPR-024   | 1. HOME 2. カザハナ 3. HOME（カラオケ） 4. カザハナ（カラオケ） | |
| 2024年7月7日 | 超ゆり丸音頭         | NRSD-3133 | 1. 超ゆり丸音頭 2. あなたが唄う超ゆり丸音頭 Ondo De Yurimaru 3. 超ゆり丸音頭～超インスト～（instrumental）                                                                           | |
| 2025年7月7日 | 世界でいちばん熱い夏 | NRSD-3156 | 1. 世界でいちばん熱い夏（Cover） 2. 恋したっていいじゃない（Cover） 3. 超ゆり丸音頭（nicely nice dub mix） 4. 世界でいちばん熱い夏（カラオケ） 5. 恋したっていいじゃない（カラオケ） | 初のカバー曲リリース。PRINCESS PRINCESS「世界でいちばん熱い夏」、渡辺美里「恋したっていいじゃない」を収録。 サウンドプロデューサーにはmicrostarの佐藤清喜を起用。また佐藤によるOn-Uサウンドを彷彿させる驚愕のダブVer.「超ゆり丸音頭(nicely nice dub mix)」も収録。 |

### 配信シングル
| 発売日         | タイトル                                | 収録曲                    | 備考 |
| -------------- | --------------------------------------- | ------------------------- | --- |
| 2023年1月29日  | 1995                                    | 1. 1995                   | |
| 2023年3月4日   | あんせむ                                | 1. あんせむ               | |
| 2023年9月2日   | はじめてFlavor                          | 1. はじめてFlavor         | |
| 2024年2月29日  | 最上級の萌え萌えきゅん                  | 1. 最上級の萌え萌えきゅん | Asayoru Maid Cafe (アメリカロサンゼルス) テーマソング                                                                     |
| 2024年6月15日  | Ray/Bye                                 | 1. Ray 2. Bye             | RayのMVは出身地の千葉県旭市で全編撮影                                                                                     |
| 2024年12月7日  | Get me Xmas（feat. MaNaMaNa & usabeni)  | 1.Get me Xmas             | feat.企画第1弾 usabeni、MaNaMaNaをフィーチャリングゲストに迎えたクリスマスソング。                                        |
| 2024年12月14日 | Can't say goodbye                       | 1.Can't say goodbye       | ユニットプロジェクト 𝒀𝒐𝒖𝑺𝒂𝒚𝑳𝒐𝒗𝒆名義 メンバー：Yuri丸、Shuon、Luuna©︎hocolate                                               |
| 2025年1月1日   | 愛しきチャレンジャー                    | 1.愛しきチャレンジャー    | 自身初の編曲も一部手掛けた。                                                                                              |
| 2025年4月16日  | CHALLENGE (feat.空野青空)               | 1.CHALLENGE               | feat.企画第2弾 空野 青空をフィーチャーした楽曲。 EDM調のパワフルなシンセサイザーと重厚なベースのサウンドが特徴。          |
| 2025年6月28日  | The Beat Goes On(feat.てのひらえる、2&) | 1.The Beat Goes On        | feat.企画第2弾 てのひらえる、２＆をフィーチャリングゲストに迎えたバンドサウンドな中にラップを取り入れたミクスチャーロック |
| 2025年6月28日  | The Ray                                 | 1.The Ray                 | ユニットプロジェクト 𝒀𝒐𝒖𝑺𝒂𝒚𝑳𝒐𝒗𝒆名義 2ndシングル 『Ray』のアンサーソング                                                   |
| 2025年8月13日  | 緊急LOVE                                | 1.緊急LOVE                | “音楽で救う”をテーマに初めてユーロビートに挑戦した楽曲。                                                                  |

### ミニアルバム
| 発売日        | タイトル       | 品番      | 収録曲 | 備考 |
| ------------- | -------------- | --------- | --- | --- |
| 2016年9月28日 | 私のメロディー | MTBCD-001 | 1. N/N/D 2. だから言ったでしょ変えられるって 3. プクプニっ! 4. イーアルサンスー 5. 悲しみはいつも吹っ飛ばして跳ね返せ | 2.だから言ったでしょ変えられるって ※チバテレビ「ナイツのHIT商品会議室」10月期エンディングテーマ 4.イーアルサンスー ※Music Japan TV「喫茶カフェ」オープニングテーマ |

### 会場限定CD
| 発売日         | タイトル                     | 品番      | 収録曲                                                                  | 備考                                                     |
| -------------- | ---------------------------- | --------- | ----------------------------------------------------------------------- | -------------------------------------------------------- |
| 2016年11月26日 | HELLO ADVENTURE              | MTCDR-001 | 1. SUNDAY MORNING 2. 虹色 3. キズナ                                     | Bonus trackとして"ゆり丸語"が収録されている。全6パターン |
| 2017年6月2日   | ゆり丸2周年記念100枚限定音源 | MTCDR-002 | 1. TENSION GIRL（DEMOバージョン） 2. ミナサマータイム（DEMOバージョン） | 100枚限定商品、完売により廃盤                            |

### クラウドファンディング限定CD
| 発売日        | タイトル                    | 品番      | 収録曲 | 備考                                         |
| ------------- | --------------------------- | --------- | --- | -------------------------------------------- |
| 2016年9月28日 | 限定アコースティック盤vol,1 | MTBCD-002 | 1. SUNDAY MORNING（acoustic ver） 2. 悲しみはいつも吹っ飛ばして跳ね返せ（acoustic ver） 3. だから言ったでしょ変えられるって（acoustic ver） 4. 星屑のmp3（レコ丸）※ボーナストラック レコライドとのコラボ 5. shout bullet（姫丸少女事件）※ボーナストラック NEXT少女事件とのコラボ | クラウドファンディング限定CD ※現在は入手不可 |
| 2017年7月12日 | Color Finder                | MTBCD-004 | 1. 白とメルト 2. Good bye 3. あ〜れい音頭 2017 | クラウドファンディング限定シングルCD         |

### コラボ音源
| 発売日        | アーティスト名      | タイトル                              | 品番     | 収録曲                                      | 備考 |
| ------------- | ------------------- | ------------------------------------- | -------- | ------------------------------------------- | --- |
| 2016年5月3日  | レコ丸              | イーアルサンスー/こわれないパラダイス | なし     | 1. イーアルサンスー 2. こわれないパラダイス | レコライドとゆり丸によるコラボユニット レコ丸の限定CD イーアルサンスーはレコライド佐々木喫茶によるリアレンジver ※現在は入手不可                     |
| 2017年2月26日 | ウィンまん&平野友里 | うぃんうぃんニポポん平和党            | なし     | 1. うぃんうぃんニポポん平和党               | 配信限定シングル ミュージックビデオではゲストダンサーとして人気踊り手の小学生りりりとコラボ                                                         |
| 2017年8月19日 | レコ丸              | サンデーモーニングが終わる前に                                      | なし     | 1. サンデーモーニングが終わる前に 2. サンデーが終わる前に（ゆり丸ver）                                            | レコライドとゆり丸によるコラボユニット レコ丸の限定CD 書き下ろし新曲含む100枚限定音源                                                               |
| 2017年9月9日  | める丸              | pre_pro                                      | TNR-0015 | 1. pre_pro                                  | 楠芽瑠（xoxo(Kiss&Hug) EXTREME）＆平野友里、交錯するふたつの個性による、スペシャルコラボユニット ドラムには天才女性ドラマー、川口千里をフィーチャー |

## 出演

### テレビ
- ウタ娘（2015年12月25日・2016年3月4日、テレビ埼玉）
- はみだせ!アイドルぶっちゃけ部屋（2016年8月1日・10月1日、Music Japan TV）
- いちおしニューカマー ニューカム♪（2016年9月18日、Music Japan TV）
- 喫茶カフェ（2016年9月22日 - 2017年1月26日、Music Japan TV） - レギュラー出演
- ナイツのHIT商品会議室（2016年10月7日、千葉テレビ）
- 美月リカと平野友里の〇〇〇（2017年2月9日 - 2017年9月 Music Japan TV） - メインMC：レギュラー出演
- シューイチ (2025年1月26日 日本テレビ系列)  - まじっすか #686 名越康文の心理探索ツアー - ライブバス紹介出演

### ラジオ
- ラジオ☆ドルシエ（2015年8月17日・9月21日・10月19日・11月16日、FMおだわら） - コメント出演、楽曲OA
- ゆり丸とかりんの昼ラジオ(2023年1月19日 - 2023年3月16日 渋谷クロスFM)
- ゆり丸とかいりの夜ラジオ(2023年4月3日 - 2024年6月3日 渋谷クロスFM)
- ゆり丸のあ～れい！渋谷(2024年7月1日 - 渋谷クロスFM)

### インターネット放送
- 真夜中のニャーゴ（2015年10月12日・2016年2月1日・8月22日） - 楽曲オンエア
- 矢口真里の火曜The NIGHT ＃171(2019年10月29日) - コーナー出演、楽曲披露
- 南波一海のアイドル三十六房 #194(2023年4月6日) - ゲスト出演、楽曲オンエア
- 南波一海のアイドル三十六房 #219(2024年10月3日) - ゲスト出演、楽曲オンエア

### 書籍・雑誌
- WEGOゆめかわBOOK（2015年7月18日） - モデルとして掲載
- BUBKA 2016年8月号（2016年7月1日） - ディスクレビュー掲載
- 東京グラフィティ2016年8月号（2016年7月23日） - コメント掲載
- 絶対ニーソ（2016年8月26日） - モデルとして掲載
- S Cawaii!10月号（2016年9月7日） - モデルとして掲載
- フリーペーパーeggman10月号（2016年10月1日） - インタビュー掲載
- BUBKA 2016年11月号（2016年10月1日） - ディスクレビュー掲載
- IDOL FILE(アイドル・ファイル) Vol.03（2017年5月26日、Rocks Entertainment）[35]

### イベント
- 南波一海のヒアヒア（2022年10月2日) –平野友里(ゆり丸)さんの場合– ゲスト出演 (活動10周年インタビュー)

- 旭市七夕市民まつり(2023年8月6,7日) - パレード司会
- 秋の全国交通安全運動(2023年9月23日) - 旭警察署 (千葉県)  一日警察署長
- 旭市「もう一つの成人式」(2025年5月6日) - 式典司会、ミニライブ

## 出演 （女優業）

### テレビ
- TokYo,Boy（TOKYO MX）
- 魔女たちの22時（日本テレビ） - 「再現VTR」佐藤珠緒 役
- 内田康夫サスペンス・福原警部3（テレビ朝日） - 女子高生 役
- もてもてナインティナイン（TBS） - 「再現VTR」新田恵利 役

### CM
- ユニリーバ 「デオドラントレセナ」 - 女子高生 役
- サントリー BOSS（2010年）
- タカラレーベン ～おはようございます篇3～（2011年）
- お墓の山石 ～SP編～
- クールコア
- UHA味覚党 「シタクリア」
- LINEマンガ「転生しても愛する人に殺されます〜CLUB CHICK STORY〜てんころダンス篇」- 歌唱

### 映画
- キシメンちゃん（2010年） - あんかけスパゲティーちゃん役
- Blood Less（2011年）
- SHORT MOVIE CRASH 「Return of bad girl」（2013年）

### 声優
- アニメ『風てん』 第5話・7話（2014年）

### 舞台
- アリスインプロジェクト×企画演劇集団ボクラ団義「ハイスクール ミレニアム」（2011年12月13日 - 18日、池袋シアターKASSAI） - 菊永唯 役
- アリスインプロジェクト「まなつの銀河に雪のふるほし｣（2012年2月29日 - 3月4日、新馬場・六行会ホール） - 星組 マルシア・マルゼ三等兵 役
- アリスインプロジェクト「ワールズエンド・ガールズスタート」（2012年5月3日 - 5月6日、池袋・シアターKASSAI） - 月組 真瀬藍那 役
- 劇団ダサイクル 「この世の果てまで」（2013年2月7日 - 10日、池袋シアターKASSAI） - 袴田樹里 役
- K.B.S.Project act.15 超スポ魂合唱コメディ「SING!!」 - 森野ののみ 役

東京公演（2014年9月11日 - 15日、池袋・シアターグリーン BIG TREE THEATER）
大阪公演（2014年9月27日 - 28日、梅田HEP FIVE）
- 女神座ATHENA 5th IMPACT『APHΣ REBELLION T -アレスレベリオン・タウ-』（2015年8月20日 - 23日、高田馬場ラビネスト） - ジル 役
- O-keyプロデュース〜season14〜「逆鱗ディストラクション-極-」（2019年12月11日 ～ 2019年12月16日、シアターブラッツ） - 雨宮紗季 役

### PV出演
- azusa『story』
- さよならポニーテール 『新世界交響楽』[36]
- レコライド『ゆりめばえる』CM
- シャイ・オブ・リムジン『Re:load』

### アプリ
- iOSアプリ「小1さんすうチャレンジ 楽しく学べる算数シリーズ」[37]